# Polyrhachis paromala
Polyrhachis paromala é uma espécie de formiga do gênero Polyrhachis, pertencente à subfamília Formicinae.